# Neoblattella guadeloupensis
Neoblattella guadeloupensis är en kackerlacksart som beskrevs av Bonfils 1969. Neoblattella guadeloupensis ingår i släktet Neoblattella och familjen småkackerlackor. Inga underarter finns listade i Catalogue of Life.